# Ернст Фердинанд Венцель
Ернст Фердинанд Венцель (нім. Ernst Ferdinand Wenzel; нар. 25 січня 1808, Вальдорф — пом. 16 серпня 1880, Бад-Кьозен) — німецький педагог-піаніст і музичний критик, професор Лейпцизької консерваторії.

## Біографія
Вивчав філософію в Лейпцизькому університеті, одночасно приватно займався фортепіано у Фрідріха Віка. Ще в цей період зблизився з Робертом Шуманом, надалі часто публікував статті в шуманівській «Новій музичній газеті». Товаришував з Йоганнесом Брамсом, який присвятив Венцелю Скерцо мі бемоль мінор (Op. 4, 1851).

### Лейпцизька консерваторія
На запрошення Фелікса Мендельсона почав викладати фортепіано в Лейпцизькій консерваторії з часу її заснування і залишався на цій посаді до кінця життя. Серед його учнів були, зокрема, Едвард Гріг, Рафаель Йошеффі, Алберт Огастас Стенлі, а також український композитор Микола Лисенко. Венцель охоче вивчав зі своїми учнями твори Шопена, Ліста, цінував російську музику, заохочував учнів-слов'ян до імпровізацій на теми народних пісень своїх країн.
У своїх листах Микола Лисенко писав, що професор Венцель — чудовий учитель; він майже не грав сам, але метод його вчення називав геніальним, порівнюючи в консерваторії з Шуманом у викладанні. Відомо, що Едвард Гріг захоплювався педагогічним даром Венцеля.